# Robin Merrill

Robin Merrill

Robin Merrill (* 17. Juli 1953 in Salisbury, Großbritannien) ist ein englischer Sänger, Rundfunksprecher, Fernsehmoderator und Conférencier. Er ist Leiter und Sänger des Savoy Dance Orchestra aus Berlin. Neun Jahre lang, bis 1989, war er Leadsänger des Pasadena Roof Orchestra mit weltweiten Auftritten.

## Ausbildung
Merrill sang bereits während seiner Schulzeit im Knabenchor der Cathedral School in Salisbury. Er besuchte als Musikstudent die Repton School, Derby, und absolvierte an der Guildhall School of Music and Drama in London eine Gesangsausbildung.

## Karriere

### Sänger
1978 gehörte Merrill am Prince Edward Theatre in London zur Originalbesetzung des Musicals Evita von Andrew Lloyd Webber und Tim Rice. Von 1979 bis 1989 war er Leadsänger beim Pasadena Roof Orchestra (PRO), mit dem er weltweit Konzertreisen und Galas mit Hot Swing Music der dreißiger und vierziger Jahre unternahm. Seit 1979 entstanden ebenfalls zahlreiche Schallplattenaufnahmen als Sänger mit dem Pasadena Roof Orchestra. 1988 trat Merrill letztmals als Leadsänger beim Pasadena Roof Orchestra im Theater des Savoy Hotel London auf.
Ab 1989 lebte Merrill in Berlin und hatte zahlreiche Engagements als Solosänger und Conférencier in Europa. 1993 trat Merrill im Ronacher Theater in Wien als Solosänger und Conférencier in Ronacher Spezialitäten auf. 1993 trat er im Wintergarten in Berlin als Solosänger und Conférencier in dem Programm Kapriolen auf, Regie: André Heller.
1993 gründete er mit Stefan Warmuth, dem musikalischen Leiter des Wintergarten in Berlin das Savoy Dance Orchestra und versuchte damit an seine Vergangenheit als Sänger beim Pasadena Roof Orchestra anzuschließen. 1994 war Merrill Solosänger beim Bundespresseball.
Ab 1999 folgten weitere Auftritte als Sänger: 1999/2000 im Wintergarten als Conférencier und Sänger in der Millennium-Show As Time Goes By in der Regie von Bernhard Paul. 2000 spielte er außerdem am Theater am Kurfürstendamm in der Operette Im weißen Rössl. Mit der Show As Time Goes By trat er 2000 auch im Friedrichsbau-Varieté in Stuttgart und 2001 in Roncalli’s Apollo Varieté in Düsseldorf auf.
Es folgten 2001 weitere Programme: Varieté, Varieté – Zum Open-Air-Varieté-Abend auf der BUGA in Potsdam und Swingle Bells, mit dem Merrill wiederum im Wintergarten auftrat.
2003 war Merrill mit den Shows Swingin´ Wintergarten Varieté im Mecklenburgischen Staatstheater Schwerin, mit Veronika, der Swing ist da…! in der Philharmonie Berlin und mit As time goes by-Swing der 30er und 40er Jahre bei einem Konzert im Rahmen der Festspiele Mecklenburg-Vorpommern in Heringsdorf zu hören.
Mit Robin Merrill & The Savoy Dance Orchestra gab er 2003 Konzerte im Brandenburger Theater unter dem Motto Ein Abend mit den großen Hits der Swing-Ära und unter dem Titel Hot Swing Dance Night beim Wintertraum in der Autostadt in Wolfsburg. 2004 folgten The Music of the Gershwins im Konzerthaus Berlin am Gendarmenmarkt, eine Gershwin-Gala im Theater in Brandenburg an der Havel und das Konzert Robin Merrill & The Savoy Dance Orchestra im Theater von Putbus.

### Moderator
Von 1989 bis 1994 war Merrill Chief Reporter der Breakfast Show beim BFBS radio in Berlin. Hier interviewte er auch zahlreiche Weltstars wie Elton John, David Bowie, Anthony Hopkins, Dudley Moore und andere.
1995 bis 2002 arbeitete Merrill bei Deutsche Welle-TV als englischsprachiger Moderator bei der wöchentlichen Sendung Regarding – the Story of the Week, der englischen Ausgabe von Betrifft – Thema der Woche
Seit 2002 ist Merrill bei Deutsche Welle-TV als Produzent, Moderator und Nachrichtensprecher tätig, unter anderem für „euromaxx – Leben und Kultur in Europa“ (TV-Magazin, englischsprachige Ausgabe), die er 8 Jahre lang begleitete.
Ab 2012 präsentierte er die wöchentliche Show „Insight Germany“.
Inzwischen im Ruhestand tritt er nur noch gelegentlich auf. Sein Sohn Max Merrill hat einige seiner Aufgaben übernommen und ist meistens mit Sportreportagen auf Sendung. Bei einigen spektakulären Wettbewerben, zum Beispiel beim „Käserennen  am  Cooper’s Hill“ oder den „World Coal Carrying Championships“ präsentiert er sich als Teilnehmer und Reporter.

## Filmografie
- 1967: Far From the Madding Crowd (Schauspieler, Spielfilm) Regie: John Schlesinger
- 1996: Jagd nach CM 24 (Schauspieler, TV-Film) Regie: Peter Ristau
- 1996: Priest of Love (Schauspieler, Spielfilm) Regie: Christopher Miles
- 1996: Sahara (Schauspieler, Spielfilm) Regie: Andrew V. McLaglen
- 1997: Fahndungsakte (Schauspieler, Fernsehserie)
- 1997: Unser Charlie (Schauspieler, Fernsehserie)
- 1997: Visioner (Schauspieler, TV-Film) Regie: Elodie Keene
- 1998: Die Straßen von Berlin (Schauspieler, Fernsehserie) Regie: Ate de Jong
- 1999: Swing ist das Ding (Schauspieler, Dokumentarfilm) Regie: Niels Bolbrinker